# Jänkkäjärvi (sjö i Finland, Lappland, lat 67,83, long 24,93)
Jänkkäjärvi är en sjö i Finland. Den ligger i kommunen Kittilä i landskapet Lappland, i den norra delen av landet, 900 km norr om huvudstaden Helsingfors. Jänkkäjärvi ligger 139,2 meter över havet. Arean är 35,1 hektar och strandlinjen är 2,73 kilometer lång. Sjön  ingår i Kemi älvs huvudavrinningsområde. 